# Floro MK-9衝鋒槍
Floro MK-9是一款由菲律賓Floro International Corporation所設計的衝鋒槍，發射9×19毫米口徑子彈。

## 歷史
自從大量菲律賓公司加入輕武器製造市場後，地下工場以複製（逆向工程）方式向黑市提供如MAC-10及KG-9等的冲锋枪，但當地衝鋒槍市場只有數間公司特許生產如著名的以色列烏茲及HK MP5。
Floro International Corporation冒險地推出獲ISO 9000認證的Floro MK-9衝鋒槍。菲律賓武裝部隊及警隊測試後贊同其表現，尤其是菲律賓反罪惡特別小組及菲律賓海軍特別戰鬥部隊。菲律賓海軍陸戰隊獲得資金後亦以MK-9作其制式衝鋒槍之一，而.45 ACP的M3衝鋒槍仍被當儲備物資，因為.45 ACP制止火力較9毫米魯格彈好。
Floro International Corporation其後亦推出MK-9的縮短輕量化版本—MP-9，又稱MK-19衝鋒槍。
Floro MK-9衝鋒槍由菲律賓Tanay，Rizal省的Floro International設計及生產，以廉價武器市場提供當地保安部隊，現已小量裝備。

## 設計
MK-9是發射9毫米魯格彈的氣體反衝式、閉式槍栓衝鋒槍，採用M16突擊步槍的發射結構，可選擇全自動或半自動（單發）射擊模式。MK-9的上機匣為鋼制，槍管由穿孔的槍管罩固定，下機匣及彈匣接合口由鋼鉄制造，長型塑膠製彈匣保護槽令其可充當前握把，亦可更換彈匣接合器來裝上烏茲衝鋒槍的彈匣。
MK-9的照門可調節風偏，上機匣左面裝有防塵蓋，更設有导轨，可對應各種光学瞄准镜。

## 衍生型
- Floro MP-9

MP-9是MK-9改進型，改為線型金屬槍托及移除槍管隔熱罩，MK-9及MP-9皆可半自動及全自動發射。
- Floro 5.56毫米PDW

Floro 5.56毫米PDW（Floro 5.56mm PDW）是以低成本方式把MP-9改為發射5.56×45毫米步槍子彈令其變成自動步槍，射速每分鐘750發。

## 外部連結
- （英文）—Floro的MK-9主頁
- （英文）—timawa.net的MK-9頁面